# La Estrella de Valparaíso
La Estrella de Valparaíso es un diario chileno fundado el 1 de enero de 1921 en la ciudad de Valparaíso, Chile. Pertenece a la empresa El Mercurio de Valparaíso S.A., la que es parte del holding periodístico El Mercurio S.A.P. Su director es el periodista Luis Cabrera del Valle y sus editoras son las periodistas Priscilla Barrera y Érika Rojas.
Sus oficinas centrales están en el edificio corporativo de El Mercurio de Valparaíso, en Esmeralda 1002, segundo piso, en la ciudad de Valparaíso. Además, existe una sucursal periodística en Viña del Mar, y otra en la comuna de Quillota, en donde circula todos los viernes el semanario La Estrella Quillota - Petorca, una publicación que nació en 2006 como un complemento informativo de La Estrella de Valparaíso en el interior de la región.

## Historia
La primera edición de La Estrella de Valparaíso circuló el 1 de enero de 1921. En febrero de 1925 adoptó el tamaño tabloide que mantiene hasta la actualidad, y en los años 1970 adoptó el sistema de impresión ófset.
Desde sus inicios su publicación fue vespertina de lunes a viernes y matutina los sábados, lo que cambió tras la Copa Mundial de Fútbol de 2006 cuando se transformó en un matutino permanente. Actualmente circula de lunes a sábado y es el diario de mayor circulación en la región de Valparaíso, y el segundo en importancia.
Entre los principales acontecimientos que ha cubierto en las últimas décadas se pueden citar los terremotos de 1985 y 2010, el Accidente ferroviario de Queronque de 1986, el cambio de mando en el retorno a la democracia en 1990;  y en los eventos deportivos, el triunfo de Santiago Wanderers en el año 2001, cuando se coronó campeón de fútbol de Primera División; la tragedia de calle Serrano ocurrida en 2007.

## Suplementos
Cada mes de febrero, cuando los ojos del país se centran en el Festival de la Canción de Viña del Mar, junto a La Estrella de Valparaíso circula «La Antorcha», suplemento donde se detallan todos los detalles del certamen musical. Además en aquella misma instancia, el dibujante Rubén Bastias creó la tira cómica de contingencia Sam Kudo, la cual apareció ininterrumpidamente hasta el fallecimiento del artista en 2019. El diario también tiene dos suplementos de circulación semanal: «El Rayo» y «Genoveva».

## Directores
- Joaquín Lepeley Contreras (1921-1955)
- Francisco Le Dantec Brügger (1955-1967)
- Fernando Durán Villarreal (1967)
- Leopoldo Tassara Cavada (1967-1979)
- Julio Hurtado Ebel (1979-1986)
- Alfonso Castagneto Rodríguez (1986-1999)
- Pedro Urzúa Bazin (1999-2010)
- Carlos Vergara Ehrenberg (2011-2014)
- Marcela Küpfer Collao (2014-2024)[2]
- Luis Cabrera del Valle (2024-presente)